# دعم الطفل
يشير مصطلح دعم الطفل إلى إعالة الطفل وتغطية مصروفات معيشته، وقد ورد في قانون الأسرة والسياسات العامة. ويتمثل ذلك في المدفوعات الدورية والمستمرة التي يقوم بها أحد الوالدين لتوفير منفعة مالية لـالطفل، أو للابن، أو لأي شخص يحتاج إلى هذه الإعانة بصفة عامة، وقد تُمنح لمقدم الرعاية نفسه مثل الوصي أو الولي، بعد انتهاء الزواج عن طريق الطلاق.
تُدفع نفقة الطفل بشكل مباشر أو غير مباشر من قبل الشخص المُلزَم إلى الجهة المسؤولة عن رعاية الطفل ودعمه، نتيجة علاقة أُنهِيت أو لم تكن قائمة أصلاً. وغالبًا ما يكون الملزم بالدفع هو أحد الوالدين غير الحاضنين. وعادة ما يكون المتلقي هو الوالد الحاضن، أو الوصي، أو الولي المسؤول عن الطفل.

## النظرية القانونية
يحدد دعم الطفل القوانين التي تلزم كلا الوالدان دعم أطفالهما ماليًا، حتى عندما لا يعيش الأطفال مع والديهما. يشمل دعم الطفل الدعم المالي للطفل، وليس أشكال الدعم الأخرى، مثل الدعم العاطفي أو الفكري أو الروحي أو الرعاية الجسدية.
عندما يعيش الأطفال مع كلا الوالدان، فإن المحاكم نادرًا ما توجه الآباء بشأن كيفية تقديم الدعم المالي لأطفالهم، وأحيانًا لا توجهم على الإطلاق. لكن عندما لا يعيش الوالدان معًا، فإن المحاكم غالبًا ما تأمر أحد الوالدين بدفع مبلغ للوالد الآخر دعمًا ماليًا للطفل. في مثل هذه الحالات، يتلقى أحد الوالدين المُلْزِم دعمًا للطفل، ويُأمَر الوالد الآخر المُلْتَزِم بدفع الدعم المالي. يمكن تحديد مبلغ دعم الأطفال بطرق مختلفة حسب حالة كل عائلة، أو بصيغة معينة تُقدِّر المبلغ الذي يُعتقَد أنه ينبغي للآباء دفعه لدعم أطفالهم ماليًا.
قد يُأمَر أحد الوالدان بدفع دعم الطفل إلى الوالد الآخر عندما يكون أحد الوالدين غير حاضن والآخر حاضن للطفل. أو أن يُأمر أحد الوالدين بدفع دعم الطفل إلى الآخر عندما يكون كلا الوالدين وصيًّا على الطفل الحضانة المشتركة إذ يشتركان في مسؤولية تربية الطفل. أحيانًا قد يُأمَر أحد الوالدين -الذي يملك الحضانة الكاملة- بدفع الدعم إلى الوالد غير الوصيّ في أثناء رعاية الأخير للطفل.
لا يُعفي دعم الطفل الذي يدفعه الوالد غير الحاضن المُلْتَزِم من مسؤولية التكاليف المتعلِّقة بإقامة الطفل معه في أثناء الزيارات. مثلًا، إذا دفع المُلْتَزِم مبلغ دعم للطفل إلى المُلْزِم، فهذا لا يعني أن المُلْزِم مسؤول عن الطعام أو المأوى أو الأثاث أو لوازم الإستحمام أو الملابس أو الألعاب، أو أي من نفقات الطفل الأخرى في أثناء إقامة الطفل مع الوالد غير الحاضن أو المُلْتَزِم.
في معظم الولايات السلطات القضائية، لا يُشترَط أن يكون الوالدان متزوجين، بل يُشترط فقط إثبات الأبوة أو الأمومة النسب كي تفرض المحكمة دعم الطفل ماليًا. أيضًا قد يعمل دعم الأطفال بمبدأ سقوط الحق، عندما يرعى أحد الوالدين «دي فاكتو» غير الرسمي قانونًا لكنه بحُكم الواقع يرعى الطفل عوضًا عن الوالد الحقيقي الطفل فترةً كافية لإقامة علاقة أبوية دائمة.
تختلف قوانين المحاكم الكندية، إذ يبين «قانون الطلاق» بالتفصيل المسؤوليات المالية المترتبة على الوالد -غير الحاضن- في حين لا يذكر مسؤوليات الوالد -الحاضن. ومن ثم تكتفي المحاكم الكندية باقتطاع جزء من دخل الوالد غير الحاضن وتزويد الوالد الحاضن به. تقر المحاكم بأن الطفل «يتوقع الحصول على الدعم من كلا الوالدين»، لكن لا توجد ذريعة أو سابقة قانونية في «قانون الطلاق» تشير إلى أن الوالد الحاضن مُلتزِم بدعم الطفل. عارضت المحاكم بشدة أي محاولة من الآباء غير الحاضنين لضمان استخدام «دعم الطفل» لرعاية الطفل بالفعل.

## تفاصيل دعم الطفل
اعتمادًا على الولاية القضائية يجوز للوالد الحاضن دفع نفقة الطفل إلى أحد الوالدين غير الحاضنين. وعادة ما يكون على المرء نفس الواجب في دفع إعالة الطفل بغض النظر عن نوع الجنس، لذلك فإن الأم مطالبة بالدفع للأب مثلما يجب على الأب الدفع للأم. وفي بعض الولايات القضائية التي يوجد فيها حضانة مشتركة، يعتبر الطفل حاضنًا للوالدين الحاضنين ولا يوجد آباء غير حاضنين، وقد يُطلب من الوالد الحاضن ذي الدخل الأعلى (الملتزم) دفع الوالد الحاضن الآخر (الملتزم). في ولايات قضائية أخرى، وحتى مع الإقامة المشتركة بشكل قانوني، ما لم تكن قادرة على إثبات مساواة متساوية بالضبط، سيعتبر أحد الوالدين غير مقيم لدعم الطفل وسوف يضطر إلى دفع جزء من دخل الوالد الآخر؛ لا يتم تقييم دخل أو احتياجات ولي الأمر «المقيم».
في قانون الأسرة، غالباً ما يتم ترتيب دعم الطفل كجزء من الطلاق أو الانفصال الزوجي أو الإبطال أو تحديد النسب أو حل اتحاد مدني وقد يكمل ترتيبات النفقة (الدعم الزوجي).
وقد تم الاعتراف دوليا بالحق في إعالة الطفل ومسؤوليات الوالدين في تقديم هذا الدعم. اتفاقية الأمم المتحدة لعام 1992 لحقوق الطفل هي اتفاقية ملزمة وقعتها كل الدول الأعضاء في الأمم المتحدة وصُدق عليها رسمياً من قبل جميع الولايات المتحدة. وتعلن أن تنشئة الأطفال وتربيتهم  ومستوى معيشي كافٍ لتنمية الأطفال مسؤولية مشتركة لكل من الوالدين وحق أساسي للأطفال، وتؤكد أن المسؤولية الأساسية عن توفير الأطفال للأطفال تقع على عاتق آبائهم. . وتشمل وثائق الأمم المتحدة وقراراتها الأخرى المتعلقة بإنفاذ إعالة الطفل اتفاقية نيويورك لعام 1956، والتي صدقت عليها 64 دولة من الدول الأعضاء في الأمم المتحدة.
وبالإضافة إلى ذلك، أقرت مختلف الكيانات الدولية الأخرى، بما في ذلك مجلس أوروبا  والاتحاد الأوروبي  ومؤتمر لاهاي  ، الحق في الحصول على دعم الطفل، فضلاً عن تدابير محددة للتنفيذ.
في داخل كل بلد على حدة، تشمل الأمثلة على التشريعات المتعلقة بوضع وتنفيذ مبادئ توجيهية لتنفيذ وصيانة تحصيل الطفل قانون الأسرة لعام 1975 (أستراليا) وقانون دعم الطفل (المملكة المتحدة)  وقانون الصيانة والانتساب (فيجي). دعم الطفل في الولايات المتحدة، 45 C.F.R. 302.56 يتطلب من كل ولاية أن تنشئ وتنشر توجيهًا يفترض بشكل صحيح (ولكنه قابل للدحض)، ومراجعة المبدأ التوجيهي، على الأقل، كل أربعة (4) سنوات. من المعروف أن قوانين والتزامات دعم الطفل معترف بها في الغالبية العظمى من دول العالم، بما في ذلك غالبية البلدان في أوروبا وأمريكا الشمالية وأستراليا، وكذلك العديد من الدول في أفريقيا وآسيا وأمريكا الجنوبية.

## دعم الطفل مقابل التواصل
في حين أن قضايا دعم الطفل والزيارات أو التواصل معه يمكن أن تقرر بنفس اتفاقية تسوية الطلاق، فإن الحقوق والواجبات في معظم الولايات القضائية منفصلة تمامًا وقابلة للتنفيذ بشكل فردي.
قد يمنع الآباء الوصيون الاتصال «لمعاقبة» الوالد غير الوصي بسبب عدم تقديم بعض أو كل الدعم  المطلوب للطفل. وعلى العكس، يُطلب من الوالد غير الوصي دفع إعالة الطفل حتى لو تم حرمانه جزئيًا أو كليًا من الاتصال بالطفل. علاوة على ذلك، يتم تأسيس دعم الطفل بين الوالدين أيضًا إذا تم منح الحضانة المشتركة، لكن الطفل يقضي معظم الوقت مع أحد الوالدين.
بالإضافة إلى ذلك، يكون الوالد غير الحاضن مسؤولاً عن مدفوعات إعالة الطفل حتى إذا لم يرغب في إقامة علاقة مع الطفل. وقد أكدت المحاكم أن حق الطفل في الحصول على الدعم المالي من الوالدين يحل محل رغبة أحد البالغين في عدم الاضطلاع بدور الأبوة.
في حين أن دعم الطفل والاتصال بهما قضايا منفصلة، في بعض الولايات القضائية، قد تؤثر هذه الأخيرة على الأولى. في المملكة المتحدة، على سبيل المثال، قد يتم تخفيض مبلغ الدعم المرتكز على عدد الليالي في الأسبوع الذي يمضيه الطفل بانتظام في بيت الوالد المانح للدعم.

## استخدام مدفوعات إعالة الطفل
تعترف معظم لوائح دعم الطفل الدولية والوطنية بأن كل والد له التزام بدعم طفله. وبموجب هذا الالتزام، من المتوقع أن يتقاسم كلا الوالدين مسؤولية نفقات أطفالهما ما يختلف بين السلطات القضائية هو ماهي «النفقات» التي يحب أن يغطيها «دعم الطفل» والتي هي «غير عادية» وتقع خارج نطاق تعريف «دعم الطفل».
غالباً ما يُفترض استخدام أموال الدعم التي يتم تحصيلها لتغطية نفقات الطفل، مثل الطعام والملابس والاحتياجات التعليمية العادية. بموجب قانون ولاية كاليفورنيا، على سبيل المثال، يمكن استخدام أموال دعم الطفل «لتحسين مستوى معيشة الأسرة المحتجزة» وليس على المتلقي حساب كيفية إنفاق المال.
قد تقوم أوامر إعالة الطفل بتخصيص أموال لبنود محددة للطفل، مثل الرسوم المدرسية والرعاية النهارية والنفقات الطبية. في بعض الحالات، يمكن للوالدين الملتزمين دفع تكاليف هذه العناصر مباشرة. على سبيل المثال، قد يدفعون الرسوم الدراسية مباشرة إلى مدرسة أبنائهم، بدلاً من تحويل الأموال للرسوم الدراسية إلى الملزم. قد تتطلب الأوامر أيضًا أن يتحمل كل من الوالدين نسبة من النفقات للاحتياجات المختلفة. على سبيل المثال، في ولاية ماساشوسيتس بالولايات المتحدة، يُطلب من الوالدين الحاضنين دفع تكاليف أول 100 دولار من التكاليف الطبية السنوية غير المؤمن عليها التي يتكبدها كل طفل 
كما أن العديد من الجامعات الأمريكية تعتبر الآباء غير الحاضنين مسؤولين جزئيا عن دفع تكاليف الكلية، وسوف ينظرون في دخل الوالدين في تحديد معوناتهم المالية. في بعض الولايات، قد تطلب المحكمة من الوالدين غير الحاضنين المساعدة في هذه النفقات. نادراً ما يُطلب من «الآباء الحاضنين» تقديمها في حين يطلب من الوالدين «غير الحاضنين» تقديمها بموجب القانون.
في الولايات المتحدة، قد يتلقى الملتزمون أمرًا طبيًا يتطلب منهم إضافة أطفالهم إلى خطط التأمين الصحي الخاصة بهم. في بعض الولايات، يتحمل كلا الوالدين مسؤولية توفير التأمين الطبي للطفل / الأطفال. إذا كان كلا الوالدين يتمتعان بتغطية صحية، يمكن إضافة الطفل إلى الخطة الأكثر فائدة، أو استخدام واحد لتكميل الآخر. أطفال أعضاء القوات المسلحة الأمريكية العاملين أو المتقاعدين مؤهلين أيضاً للتغطية الصحية بوصفهم معالين عسكريا، ويمكن تسجيلهم في برنامج DEERS دون أي تكلفة على الملتزم.
تختلف قواعد تنظيم أموال إعالة الطفل حسب الدولة والولاية. في بعض الولايات القضائية، مثل أستراليا، يتم الوثوق بمتلقي دعم الطفل لاستخدام دفعات الدعم لمصلحة الطفل الفضلى، وبالتالي لا يطلب منهم تقديم تفاصيل عن عمليات انفاق محددة. في ولاية كاليفورنيا، لا توجد قيود أو مساءلة أو قيود أخرى على الطريقة التي يقضي بها الشخص الملتزم بدعم الطفل، فإنه يُفترض أنه يتم إنفاق المال على الطفل. ومع ذلك، في ولايات قضائية أخرى، قد يُلزم قانونًا متلقي إعالة الطفل بتقديم تفاصيل محددة حول كيفية إنفاق أموال دعم الطفل بناءً على طلب المحكمة أو الوالد غير الحاضن. في الولايات المتحدة، تسمح 10 ولايات (كولورادو، وديلاوير، وفلوريدا، وإنديانا، ولويزيانا، وميسوري، ونبراسكا، وأوكلاهوما، وأوريغون، وواشنطن) للمحاكم بالمطالبة بحساب النفقات. بالإضافة إلى ذلك، تأذن محاكم ولاية ألاباما مثل هذه المحاسبة في ظل ظروف محددة معينة.

## تلقي الأطفال الدعم
قوانين ولوائح دعم الطفل تختلف في جميع أنحاء العالم. التدخل القانوني ليس إلزاميا: بعض الآباء لديهم اتفاقات أو ترتيبات غير رسمية أو طوعية لا تشمل المحاكم، حيث يتم تقديم دعم الطفل المالي و / أو نفقات أخرى إلى الوالد الآخر للمساعدة في دعم أطفالهم (الأطفال). يمكن الموافقة على ترتيبات التنظيم الطوعية في بعض الولايات القضائية من قبل السلطات القضائية.
الدافع الرئيسي لجمع دعم الطفل في العديد من الأماكن هو استرداد نفقات الرعاية الاجتماعية. ويطلب من الوالد المقيم أو الوصي الذي يحصل على المساعدة العامة، كما هو الحال في الولايات المتحدة، أن يسند حقه في إعالة الطفل إلى وزارة الرعاية قبل تلقي المساعدة النقدية. ومن المتطلبات الأخرى الشائعة لاستحقاقات الرعاية الاجتماعية في بعض الولايات القضائية أنه يجب على الوالد الحاضن متابعة دعم الطفل من الوالد غير الحاضن.

### إجراءات المحكمة
في حالات الطلاق، يمكن تحديد مدفوعات إعالة الطفل كجزء من تسوية الطلاق، جنبا إلى جنب مع قضايا أخرى، مثل النفقة والحضانة والزيارة. في حالات أخرى، هناك العديد من الخطوات التي يجب اتخاذها للحصول على دعم الطفل الذي أمرت به المحكمة. قد يقوم بعض الآباء الذين يتوقعون أنهم سيحصلون على دعم الطفل بتوظيف محامين للإشراف على قضايا دعم الطفل الخاصة بهم؛ يمكن للآخرين تقديم طلباتهم الخاصة في محاكمهم المحلية.
في حين أن الإجراءات تختلف حسب الاختصاص، فإن عملية تقديم طلب للحصول على أمر من المحكمة تمر بالعديد من الخطوات الأساسية.
1. يجب على أحد الوالدين، أو محاميه، أن يظهر أمام القاضي أو المحكمة المحلية لتقديم طلب أو شكوى لإنشاء دعم الطفل. تختلف المعلومات المطلوبة حسب الاختصاص، ولكنها تجمع عادة بيانات محددة عن كل من الوالدين والطفل (الأطفال) المشاركين في القضية، بما في ذلك أسماءهم أو أرقام الضمان الاجتماعي أو أرقام التعريف الضريبي وتواريخ الولادة. قد يُطلب من الآباء أيضًا تقديم تفاصيل تتعلق بزواجهم أو طلاقهم، إن أمكن، بالإضافة إلى وثائق تثبت هوية ونسب الطفل (الأطفال). قد تفرض الولايات القضائية المحلية رسومًا مقابل تقديم هذه الطلبات، ومع ذلك، إذا كان الوالد الذي قدم الطلب يتلقى أي نوع من المساعدة العامة، فيمكن التنازل عن هذه الرسوم.[41][42][43][44]

2.يبلغ الاستدعاء الطرف الآخر بأنھ یتم مقاضاتھ لدعم الطفل. بمجرد تقديم الخدمة، يجب على الوالد الآخر حضور جلسة استماع إلزامية للمحكمة لتحديد ما إذا كانوا مسؤولين عن دفعات إعالة الطفل.
3.في الحالات التي يتم فيها إنكار النسب للطفل، لم يتم إثباته عن طريق الزواج أو لم يتم إدراجه في شهادة الميلاد، أو في حالة الاشتباه في تزوير الأبوة، يجوز للمحاكم أن تأمر أو تحتاج إلى إثبات الأبوة. يمكن إثبات الأبوة طوعًا إذا وقع الأب على شهادة خطية أو يمكن إثباته من خلال اختبار الحمض النووي في الحالات المتنازع عليها. بمجرد تأكيد هوية الأب من خلال اختبار الحمض النووي، قد يتم تعديل شهادة ميلاد الطفل لتشمل اسم الأب.
4. بعد إثبات مسؤولية إعالة الطفل وإجابة أسئلة الأبوة على رضا المحكمة، ستقوم المحكمة بإخطار الملتزم وتطلب من الوالد إجراء دفعات دعم الطفل في الوقت المناسب، (قد تكون صفرًا، 60 دولارًا،  أو أكثر) وإنشاء أي أحكام أخرى، مثل الأوامر الطبية. بشكل عام، سوف يُطلب من الأب  دفع تكاليف الاختبارات الجينية.

### حساب الكمية
توجد طرق مختلفة لحساب مبلغ مدفوعات إعالة الطفل. العديد من الولايات القضائية تنظر في مصادر متعددة للمعلومات عند تحديد الدعم، مع مراعاة دخل الوالدين، وعدد وأعمار الأطفال الذين يعيشون في المنزل، ونفقات المعيشة الأساسية والرسوم المدرسية. إذا كان لدى الطفل احتياجات خاصة، مثل علاج مرض خطير أو إعاقة، فقد تؤخذ هذه التكاليف بعين الاعتبار أيضًا.
قد تستند المبادئ التوجيهية لأوامر الدعم إلى قوانين تتطلب من المدينين دفع نسبة مئوية ثابتة من دخلهم السنوي مقابل نفقات أطفالهم. غالبًا ما يتم الجمع بين نهجين. في المملكة المتحدة، على سبيل المثال، هناك أربعة معدلات أساسية لدعم الطفل تعتمد على دخل الملتزمين، والتي يتم تعديلها بناء على عدة عوامل. في الولايات المتحدة، تطلب الحكومة الفيدرالية من جميع الولايات أن تكون لديها حسابات إرشادية. المبادئ التوجيهية هي إما نسبة مئوية من الدخل أو أكثر عادة في شكل جداول تسرد الدخول والمبلغ اللازم لدعم واحد إلى ستة أطفال. يتم تنفيذ هذه الحسابات في كثير من الأحيان بواسطة برامج الكمبيوتر عند إدخال بعض المعلومات المالية بما في ذلك، الأرباح، الزيارة (مع الوالد غير الحاضن (NCP))، وتكاليف التأمين الصحي، وعدة عوامل أخرى.
إذا تم استخدام الجداول في الإرشادات، يتم حساب هذه الجداول من قبل الاقتصاديين مثل Policy Studies، Inc. يدرسون أنماط الإنفاق من الأزواج بدون أطفال والأزواج مع الأطفال في مسح الإنفاق الاستهلاكي. المبلغ الإضافي الذي يتم إنفاقه على الأطفال (لتغطية نفقات مثل تأمين السيارات، امتحانات AP ؛ الهواتف الخلوية والخطط ؛ هدايا عيد الميلاد ؛ النفقات التعليمية (رحلات، صور، أدلة دراسة، دروس خصوصية، امتحانات AP و SAT ، كتب، لوازم، و (أ) الزي المدرسي ؛ ودروس الموسيقى؛ ورسوم وقوف السيارات؛ والتعليم المدرسي الخاص ؛ والأنشطة الرياضية ؛ والمعسكرات الصيفية التي يتم حسابها وتقليلها إلى طاولة ؛ ومن ثم، يجد الوالدان المنفصلان دخلهما في الجدول ومقدار ما تدفعه الأسر المتوسطة السليمة للأطفال أيضا. وعلى نطاق واسع ينقسم هذا المبلغ في نسبة إلى دخل الوالدين.

### تغير الظروف
بمجرد إنشاء طلبات دعم الطفل تبقى النفقات عادة ثابتة ما لم تتم مراجعتها. يحتفظ الملتزمون  بالحق في طلب مراجعة المحكمة للتعديل (عادة ما تكون ستة أشهر إلى سنة واحدة أو أكثر بعد إصدار الأمر أو إذا تغيرت الظروف بحيث يتغير دعم الطفل بشكل كبير). علی سبیل المثال، إذا کان للمدین تغییر في الدخل أو یواجه صعوبات مالیة، فقد یقدم للمحاكمة للمحكمة لتخفيض دفعات الدعم. وتشمل أمثلة المصاعب المالية دعم الأطفال الآخرين، والبطالة، ونفقات الرعاية الصحية الاستثنائية، وما إلى ذلك. وبالمثل، إذا كان المدين يقضي وقتًا أطول مع الطفل، فيجوز له تقديم التماس إلى المحكمة لتخفيض أو حتى عكس دفعات الدعم. وعلى العكس من ذلك ، إذا زادت مصروفات الطفل ، قد يطلب الملتزم من المحكمة زيادة المدفوعات لتغطية التكاليف الجديدة 
على الرغم من أن كلا الوالدين يتمتعان بحق تقديم التماس إلى المحكمة من أجل تعديل أمر الدعم، إلا أن التعديلات ليست تلقائية، وقد يقرر القاضي عدم تغيير مقدار الدعم بعد سماع وقائع القضية. وهذا يعني، ببساطة لأن دخل المدينين قد انخفض، قد تجد المحكمة أن انخفاض الدخل ليس خطأ من الطفل، ولن يقلل من نفقات الطفل، وبالتالي لا ينبغي أن يؤثر عليه ماليا. وبالمثل ، قد تجد المحكمة أن زيادة في نفقات الطفل ربما يكون قد تم حسابها من قبل الوالد المستلم وليست ضرورية، وبالتالي لا ينبغي أن يزيد التزام الدعم للوالد الذي يقوم بالدفع.
في قانون الولايات المتحدة، يتطلب تعديل برادلي -عام 1986، قانون الولايات المتحدة 42، الفقرة 666، (أ9ج) - من محاكم الولايات منع خفض مبالغ دعم الأطفال الإلزامية. يقوم هذا القانون تحديدًا بالآتي:
- يطلق حق احتجاز لا تنتهي صلاحيته تلقائيًا عندما يتأخر دفع نفقات دعم الطفل.
- يتجاوز ويتغلب على القيود التي تفرضها أي ولاية.
- يبطل أي سلطة تقديرية وحرية قضائية، حتى تلك التي يملكها قضاة الإفلاس.
- يشترط أن يحافظ على مبالغٍ دفع ثابتة، دون اعتبار القدرة الجسدية للشخص الذي يحصل على أموال لدعم الأطفال -المُلْزِم- على توثيق الظروف المتغيرة على الفور، بصرف النظر عن إدراك ضرورة الإبلاغ عن التغيرات.

### الدفع والتوزيع
يتم توزيع مدفوعات إعالة الطفل بطرق متنوعة. في الحالات التي يكون فيها الملتزم مسؤولاً عن مصاريف محددة مثل الرسوم الدراسية ، قد يدفعها مباشرة بدلاً من الشخص الملزم.
في بعض الولايات القضائية، يُطلب  من الملتزمين (الذين يدفعون الوالدين) تحويل مدفوعاتهم إلى وكالة إنفاذ إعالة الطفل التابعة للحكومة الفدرالية أو الولاية (وحدة صرف الدولة). تسجل المدفوعات ، ويتم خصم أي جزء مطلوب لتسديد الحكومة ، ثم يتم تمرير الباقي إلى الملزم (الوالد المستلم)، إما عن طريق الإيداع المباشر أو الشيكات.
يعتمد المستفيد الأول من إعالة الطفل على حالة الرفاهية الحالية للمستفيد. على سبيل المثال ، إذا كان الشخص الملتزم يتلقى حاليًا شيكًا شهريًا من الحكومة ، يتم دفع جميع الدعم الحالي الذي تم جمعه خلال الشهر المذكور إلى الحكومة لتسديد المبالغ المدفوعة للمُلتزم. فيما يتعلق بالأسر التي كانت تقدم المساعدة في السابق، يتم دفع الدعم الحالي للعائلة أولاً، وفقط بعد تلقي الدعم المذكور، قد تقوم الحكومة بعد ذلك بجمع مدفوعات إضافية لتعويض نفسها عن المساعدة المدفوعة مسبقًا للملتزم (الأم المتلقية). أنظر 42 USC 657: «(أ) الدفعات الحالية للدعم: إلى الحد الذي لا يتجاوز فيه المبلغ الذي تم جمعه المبلغ المطلوب دفعه للأسرة عن الشهر الذي تم فيه جمعها، تقوم الدولة بتوزيع المبلغ الذي تم جمعه إلى الأسرة».
في الولايات المتحدة، تشير دراسة أجريت سنة 2007 في جامعة بالتيمور إلى إن 50% من ديون دعم الأطفال تعود إلى الحكومة لسداد تكاليف الرعاية الاجتماعية. وأن نصف الولايات الأمريكية لا تمرر أموال دعم الأطفال التي تجمعها للأسر منخفضة الدخل التي تتلقى الرعاية الاجتماعية وغيرها من المساعدات، بل تسدد تكاليفها الخاصة وتكاليف الحكومة الفيدرالية. أما الولايات المتبقية فتمرر للعوائل 50 دولارًا فقط في الشهر. لذلك سعى القانون الحزبي الخاص بتقليل عجز الحكومة المالي عام 2006 وغيره من الأنظمة إلى تقليل المبالغ التي تستهلكها الحكومة وضمان حصول الأطفال والأسر على المزيد من التمويل، إذ لوحظ أن الملتزمين -الآباء المعنيين بدفع نفقات الدعم- يدفعون تكاليف دعم الطفل باستمرار أكثر عندما يرون أن أطفالهم يستفيدون مباشرةً من المدفوعات.
تقدم معظم الولايات الأمريكية فوائد دعم الأطفال بواسطة الإيداعِ المباشر، لكن العديد من الولايات تعطي دفعات للمستلمين الذين لا يملكون حسابًا مصرفيًا بواسطة بطاقة سحب آلي مدفوعة مسبقًا. وقد ساعد استخدام الدولة للبطاقات المدفوعة مسبقًا في زيادة شعبية بطاقات السحب الآلي ذات الفوائد الفيدرالية، مثل بطاقة دايركت إكسبرس وبطاقة السحب الآلي ماستر كارد وفيزا وتشيس وكوميرشا بانك.

### مدة أوامر الدعم
تختلف مدة طلبات الدعم باختلاف الولاية وحسب القضية. عادة ما تنتهي متطلبات الدعم عندما يبلغ الطفل سن الرشد ، والتي قد تتراوح في سن 16 إلى 23 (ماساتشوستس وهاواي)  أو حتي تخرجه من المدرسة الثانوية. بعض الدول لديها أحكام تسمح بالدعم لمواصلة سن الرشد إذا كان الطفل مسجلاً كطالب بدوام كامل ، يسعى للحصول على شهادة ما بعد المرحلة الثانوية. إذا كان المدين ملزمًا بدفع إعالة الطفل ، فيجب عليه الاستمرار في سداد الدفعات حتى يتم استيفاء الديون، بغض النظر عن عمر الطفل.
توجد عدة ظروف تسمح بإنهاء أمر الدعم لطفل تحت سن الرشد. وتشمل زواج الطفل، التحرر القانوني أو الموت.

## قضايا الامتثال والتنفيذ
عادة ما تشير وكالات دعم الطفل التابعة للحكومية الأمريكية إلى العملاء على أنهم يمتثلون للأوامر الخاصة بالدفع ، أو لا يمتثلون للامتثال أو لا يمتثلون بشكل إجرامي. يتم الحكم على الامتثال من خلال أداء الطرف الذي يقوم بالدفع في تلبية الشروط المالية لأمر محكمة دعم الطفل القانوني. في بعض الظروف ، وجد الملتزمون أنهم «غير ملتزمين» أو «غير ملتزمين جنائياً» حتى أن لديهم المهنية (مثل الأطباء ، المحامين ، أطباء الأسنان ، إلخ) وغيرها من التراخيص (على سبيل المثال السائق) معلقة أو تم إبطالها في محاولة لجمع الأموال للدعم والنفقات المشتركة.
في حين أن الولايات المتحدة لديها نظام قابل للتفاوض للغاية ، والقوانين الكندية هي تلقائية إلى حد ما و «لا يوجد خطأ». يتم تحديد دعم الطفل بعدد الأطفال ودخل المدين.

### التنفيذ
تختلف اللوائح والقوانين المتعلقة بإنفاذ أوامر إعالة الطفل حسب الدولة والولاية. في بعض الولايات القضائية ، مثل أستراليا، يتم الإشراف على التنفيذ بواسطة مكتب وطني. في بلدان أخرى ، مثل كندا ، تقع مسؤولية إنفاذ أوامر إعالة الطفل على عاتق المقاطعات الفردية ، بمساعدة مالية ولوجستية من الحكومة الفيدرالية. في الولايات المتحدة ، يتم التعامل مع إنفاذ دعم الطفل على مستوى الولاية إلى حد كبير ، ولكن قد يخضع الوالدان غير المطابقان اللذان يستوفيان معايير معينة ، مثل السفر عبر خطوط الولاية للتحايل على الطلبات أو بسبب مدفوعات الدعم لأكثر من عامين ، للملاحقة الفيدرالية. بموجب القانون الفيدرالي للمعاقبة.
ويتمثل أحد محاور المادة 27 من إعلان حقوق الطفل في إنشاء وتعزيز المعاهدات الدولية لتعزيز المساعدة في إنفاذ أوامر إعالة الطفل عبر الحدود الوطنية والدولية. بموجب هذه الاتفاقيات ، تعتبر الأوامر الصادرة في بلد واحد صالحة وقابلة للتنفيذ في بلد آخر ، ويمكن اتباعها من خلال إجراءات المحاكم المحلية. والهدف من هذه الاتفاقيات هو ضمان عدم تمكن الآباء غير الملتزمين من التهرب من مدفوعات الدعم عن طريق عبور حدود دولية.
ولتحقيق هذه الغاية ، تم إنشاء العديد من الاتفاقيات الدولية المتعلقة بإنفاذ أوامر الدفع بين المحكومين ، بما في ذلك اتفاقية الأمم المتحدة لعام 1956 بشأن التعافي في الخارج من الدفع ، اتفاقية مؤتمر لاهاي لعام 1973 بشأن الاعتراف بالقرارات المتعلقة بالتزامات النفقة وإنفاذها واتفاقية الأمم المتحدة لعام 1956 بشأن التهرب في الخارج من الدفع .
هناك حاليا أكثر من 100 دولة لديها ترتيبات متبادلة لأوامر إعالة الطفل. ومن الأمثلة على الاتفاقات المتبادلة ، أوامر الإنفاذ المتبادل ريمو (REMO)  وتلك الخاصة بكندا، أستراليا ونيوزيلندا،  والولايات المتحدة والاتحاد الأوروبي.
تختلف عواقب عدم السداد باختلاف الاختصاص وطول المدة التي كان فيها الوالد غير متوافق والمبلغ المستحق. تشمل العقوبات النموذجية زيادات الأجور ورفض أو تعليق السائقين والتراخيص المهنية. في الولايات المتحدة ، قد يُحرم الوالدان غير الملتزمان اللذان يتجاوزان 2500 دولار من المتأخرات من جوازات السفر بموجب برنامج رفض جواز السفر. لا تسجن أستراليا والنمسا وفنلندا الأشخاص بسبب عدم دفع متأخرات دعم الطفل. في الولايات المتحدة ، في المقابل ، يمكن اعتبار عدم دفع إعالة الطفل جريمة جنائية أو جريمة مدنية ، ويمكن أن يؤدي إلى السجن. في نيويورك ، يعد الفشل المستمر في توفير دعم الطفل جريمة من الجرائم التي يعاقب عليها بالسجن لمدة تصل إلى 4 سنوات. بالإضافة إلى ذلك ، يخضع المدينون المعيلون للأطفال لغرامات وضبط ممتلكات.
وبما أن واجب توفير إعالة الطفل منفصل عن المتطلبات المدنية الخاصة بطاعة أمر المحكمة فيما يتعلق بالزيارة ، فمن النادر للغاية أن يُسجن أحد الوالدين بسبب انتهاك ذلك الجزء من أمر المحكمة.

## القوانين في ولايات قضائية محددة
يختلف دعم الطفل في الولايات المتحدة من ولاية إلى أخرى ومن قبيلة لقبيلة. كل دولة على حدة وكل قبائل الهنود الأميركيين المعترف بها مسؤولة عن تطوير إرشاداتها الخاصة لتحديد دعم الطفل.

## الفاعلية
الاتجاهات من داخل الولايات المتحدة اليوم تدفع باتجاه نظام معدل. تطالب العديد من المجموعات بتقليل التدخل حيث لا تقوم الحكومة بتفتيت الأمور داخل الأسرة. قد تشجع هذه الاتجاهات على تغيير القوانين المحلية والاتحادية، وتقليل المشاكل الناشئة عن نظام دعم الطفل.

## نقد

### عيوب التنفيذ والآثار الجانبية
في الولايات القضائية التي يتم فيها تخفيض دعم الطفل أو تخفيضه جزئياً عند تقديم الرعاية من قبل كلا الوالدين ، قد يكون هناك حافز مالي على الوالد المقيم لتقييد مقدار الوقت الذي يستطيع الوالد الآخر رؤية الأطفال فيه. إذا كان أحد الوالدين يسعى للحصول على أمر الحضانة بهدف تعظيم دعم الطفل ، فقد يكون التأثير هو تقليل كمية الاتصال التي يمتلكها الأطفال مع الوالد الآخر دون النظر إلى احتياجاتهم أو رغباتهم.
لا يتم الدفع للأطفال ولكن لا يُشترط في ما بين الوالدين والمدفوع لأمره حساب كيفية إنفاق أموال دعم الطفل. يجادل منتقدو دعم الأطفال بأنه نتيجة لذلك، لا يلزم استخدام مدفوعات الدعم لدعم الطفل ، ويمكن اعتبارها عقابًا للوالد الذي يقوم بدفع إعالة الطفل. الرد على هذا الانتقاد هو أنه إذا كان أحد الوالدين يعتني بالأطفال ، فإن ذلك الوالد سيتكبد تكاليف في توفير هذا الدعم، حتى وإن لم يكن عليه واجب حساب نفقاته في دعم الطفل.
يشكو منتقدو دعم الأطفال ، مثل جماعات حقوق الأب ، من أنه في معظم الولايات الأمريكية، والمملكة المتحدة، لا يوجد أي مطلب لاستخدام أموال دعم الطفل للطفل. باستثناء الحالات غير الاعتيادية ، لا تتطلب معظم الولايات القضائية إجراء حسابات بشأن طلب دافع إعالة الطفل. على الوالد الحاضن أيضًا واجب دعم الأطفال  ومدفوعات إعالة الطفل في المتوسط أقل بكثير من تكلفة تربية الطفل. في عشر ولايات أمريكية ، يمكن طلب محاسبة أموال دعم الطفل في ظروف معينة.
ويشير منتقدو دعم الأطفال إلى أن أوامر الدعم تحمل تهديدًا بالعنف من قبل الدولة لإعطاء الوالد المقيم درجة من الرقابة المالية على الوالد غير المقيم، وحتى يمكن اعتبار إنفاذ دعم الطفل نوع من الإساءة. ولم تقبل أي سلطة قضائية هذه الحجة، ولن يواجه الوالد الذي أمر بدفع إعالة الطفل أية عواقب قانونية إذا تم إجراء الدفع بناء على أمر المحكمة.
يجادل بعض الآباء والأمهات أنه ينبغي السماح لهم بإعالة أطفالهم بشكل مباشر، مع إضافة تلك المخصصات مقابل إعالة الطفل أو أخذ مكان أي دفعة إلى الوالد الآخر. يجادل البعض بأن الأمر الصادر بدفع إعالة الطفل يقلل من قدرتهم على إعالة أطفالهم بشكل مباشر. ومع ذلك ، تعترف المحاكم بشكل موحد بأن الوالد الحاضن سيتحمل نفقات رعاية الأطفال التي قد يفضل الوالد غير الحاضن عدم دفعها ، وأن إعطاء الوالد غير الحاضن سيطرة مباشرة على كيفية استخدام دعم الطفل سيؤدي في كثير من الحالات في السلوك المسيء أو المسيطر من قِبل دافع إعالة الطفل.
لا تعكس بعض قوانين وصيغ دعم الطفل على نحو آاف المدى الذي يدعم فيه الدفع دعم الطفل، والمصاريف التي يتكبدها الدفع في رعاية الأطفال. على سبيل المثال ، في المملكة المتحدة لا يوجد حساب مأخوذ من دخل الوالدين «المقيم» والوالد «غير المقيم» الذي يرعى الأطفال 174 ليلة في السنة يجب أن يدفع للوالد الآخر (4/7). وبالتالي ، قد يكون للوالد «غير المقيم» تكاليف متساوية تقريبًا ، ويحتاج إلى الإقامة ، والملبس ، ونقل الأطفال ، ولكن قد يكون ملزمًا بدفع ما يصل إلى 17٪ (31٪ * 4/7) من دخله كدعم للطفل. حاولت العديد من الولايات القضائية تطوير صيغ ونماذج لدعم الطفل تأخذ في الاعتبار مدى مشاركة الوالدين في الحجز ، وتعديل مبالغ دعم الطفل في ترتيبات الأبوة والأمومة المشتركة فيما يتعلق بتقسيم وقت الأبوة والأمومة.
في الولايات المتحدة ، تتلقى كل ولاية أموالاً من الحكومة الفيدرالية لتعويض بعض النفقات التي تتكبدها في معالجة قضايا الأبوة والدعم الزوجي ودعم الطفل. وقد قيل إن هذا يخلق حافزًا لكل ولاية لفرض أوامر دعم أكبر من اللازم، لأن القيام بذلك يخلق حافزًا ماليًا أكبر لكل ولاية. ومع ذلك، وكمسألة قانونية، عندما تطلب الحكومة الفدرالية إجراءً من الدولة، فإنه مطلوب على نطاق واسع تعويض الدولة عن تكلفة الإجراء المطلوب. وقد قيل أيضًا إن المشكو ضده في قضية دعم الطفل لا يمكن أن يحصل على محاكمة عادلة نظرًا لأن المحاكم لها مصلحة مالية في الحفاظ على طلبات دعم الطفل أعلى من اللازم. ومع ذلك، لم يكن هناك أبدًا أي دليل على أن الدول قد أنشأت أو عدّلت صيغ دعم الطفل الخاصة بها بهذه الطريقة، ولا تقوم في الواقع بزيادة التعويضات الفيدرالية.

### حق الرجل في الاختيار
أيدت هذا المفهوم رئيسة سابقة للمنظمة النسوية الوطنية للمرأة، وهي المحامية كارين ديكراو، إذ كتبت: «إذا قررت امرأة منفردةً إكمال الحمل وإنجاب الطفل، ولم يقرر الأب البيولوجي ذلك، ولم يكن بإمكانه أن يشارك في هذا القرار، يجب ألا يكون مسؤولًا عن الدعم المادي مدة 21 عامًا. النساء المستقلات اللائي يتخذن قرارات مستقلة بشأن حياتهن يجب ألا يتوقعن أن يمولها الرجال». طُبق هذا المفهوم القانوني في قضية دوبي في ويلز ورفضته المحكمة، إذ إن التشريع في مختلف الولايات القضائية ينص حاليًا على مبادئ توجيهية توضح الوقت الذي يكون فيه توفير دعم الطفل واجبًا وكذلك مقداره. وبناءً على ذلك، سيتطلب تطبيق هذا المفهوم تعديل القانون.
وقد تعرضت سياسات دعم الطفل للنقد من قبل جماعات الدفاع عن حقوق الآباء ، وكذلك من جانب بعض النسويات ، الذين ذكروا أن سياسة دعم الطفل تنتهك المساواة بين الجنسين وتحرم الرجال من خيار الإنجاب. ادعت الدول أنها لم تجد أي تمييز بين الجنسين في نظام دعم الطفل، حيث يستند دعم الطفل على ترتيبات الدخل والحضانة وليس على أساس النوع. وبما أن دعم الطفل هو لصالح الطفل ، وليس الوالد ، فإن المحاكم لا تتعاطف مع فكرة أنه يجب على الوالد أن يكون قادراً على رفض دعم الطفل من خلال الادعاء بأنه كان يفضل عدم ولادة الطفل.
كما تم انتقاد المبادئ التوجيهية والسياسات الخاصة بدعم الأطفال بسبب مطالبة الفتيان والرجال الذين وقعوا ضحايا الاعتداء الجنسي بدفع إعالة الطفل إلى النساء اللواتي اعتدين عليهن جنسياً.
صاغ ميلاني ماكوللي ، وهو محامي ولاية كارولينا الجنوبية، مصطلح الإجهاض الذكري في عام 1998، مما يشير إلى أنه يجب السماح للأب بالتنازل عن التزاماته تجاه الجنين في مرحلة مبكرة من الحمل. يعتقد المؤيدون أن هذا المفهوم يبدأ من فرضية أنه عندما تحبل امرأة غير متزوجة ، يكون لديها خيار الإجهاض أو التبني أو الأبوة ؛ وتجادل ، في سياق المساواة بين الجنسين المعترف بها قانونًا ، أنه في المراحل المبكرة من الحمل ، يجب أن يكون لدى الأب المفترض (المزعوم) نفس حقوق الإنسان للتخلي عن جميع حقوق الوالدين في المستقبل والمسؤولية المالية - تاركا الأم على معرفة بالخيارات الثلاثة نفسها . يهدف مفهوم ماكوللي للإجهاض الذكري إلى مساواة الوضع القانوني للرجال غير المتزوجين والمرأة غير المتزوجة من خلال منح الرجل غير المتزوج بموجب القانون القدرة على «إفشال» حقوقه والتزاماته تجاه الطفل. إذا قررت المرأة إبقاء الطفل ، فقد يختار الأب عدم قطع كل العلاقات بشكل قانوني.